# Epidendrum ancirotylosum
Epidendrum ancirotylosum är en orkidéart som beskrevs av Eric Hágsater och E.Santiago. Epidendrum ancirotylosum ingår i släktet Epidendrum och familjen orkidéer.
Artens utbredningsområde är Peru. Inga underarter finns listade i Catalogue of Life.